# Stadio del salto Giuseppe Dal Ben
Lo Stadio del salto Giuseppe Dal Ben (così chiamato in memoria di un dirigente sportivo locale) è uno stadio per il salto con gli sci, situato in località Stalimen a Predazzo, in Italia.
Costruito alla fine degli anni 1980 per i campionati mondiali di sci nordico, nel 2026 ospiterà le gare di salto con gli sci e le relative prove di combinata nordica ai XXV Giochi olimpici invernali di Milano e Cortina d'Ampezzo, con l'impianto denominato Predazzo Ski Jumping Stadium.

## Storia
A metà degli anni 1930 venne costruito un trampolino per il salto con gli sci sul passo Rolle a quota 1984 m s.l.m., nel comprensorio sciistico tra Predazzo e San Martino di Castrozza. Il trampolino era all'epoca gestito dai club sciistici della Val di Fiemme (G.S. Fiamme Gialle di Predazzo e U.S. Dolomitica). Il trampolino Fiamme Gialle del passo Rolle venne riammodernato nel 1973 e fino alla fine degli anni 1980 ottenne l'omologazione K65 da parte della FIS, ospitando tra il 1979 e il 1987 anche gare di Coppa Alpen e Coppa Europa. Dopo la costruzione nel 1984 del nuovo trampolino K65 in località Stalimen, seguito poi nel 1989 dagli altri salti, il trampolino del passo Rolle fu abbandonato.
Dopo l'assegnazione dei Campionati del mondo di sci nordico 1991 da parte del comitato internazionale riunito ad Istanbul nel 1988, lo stadio del salto di Predazzo venne inaugurato nel 1989. Il costo di realizzazione dell'impianto sportivo, considerato all'avanguardia all'epoca, fu di 14,5 miliardi di lire interamente finanziati dalla Provincia autonoma di Trento.
I trampolini hanno ospitato le gare di salto con gli sci e di combinata nordica dei Campionati mondiali di sci nordico del 1991, durante i quali Franci Petek fu l'ultimo atleta a conquistare una medaglia per la Jugoslavia poco prima che il proprio paese cadesse nella tragedia della guerra. Nella stessa gara, Jens Weißflog fu invece il primo atleta tedesco a vincere una medaglia individuale per la Germania dopo la riunificazione tra Germania Est e Germania Ovest.
In seguito vennero organizzati i Campionati mondiali di sci nordico 2003 e nuovamente nel 2013, oltre a numerose tappe della Coppa del Mondo di combinata nordica e della Coppa del Mondo di salto con gli sci. Nel 2013 ha ospitato le gare della XXVI Universiade invernale di Trentino 2013.
Nel 2016 è stato aggiunto un trampolino K10 e sono stati ristrutturati i trampolini K20 e K30, muniti tutti di nuovi rivestimenti in plastica. Dopo 12 anni di abbandono, nel 2019 è stato ricostruito anche il K60 (HS66), trampolino tra i più importanti per sviluppare i giovani saltatori verso il K95.
In vista delle Olimpiadi del 2026, nell'autunno 2022 sono iniziati i lavori di adeguamento dell'impianto per un costo di circa 36 milioni di euro, che includono il riammodernamento dei due trampolini principali, il potenziamento dell'impianto di illuminazione, il rifacimento delle tribune, la costruzione di una nuova torre dei giudici e la realizzazione di un ascensore inclinato al posto della vecchia seggiovia. Dal 7 al 16 febbraio vi saranno svolte le gare di salto con gli sci, mentre dall'11 al 19 febbraio le prove di salto della combinata nordica, con l'impianto denominato per l'evento come Predazzo Ski Jumping Stadium.

## Struttura

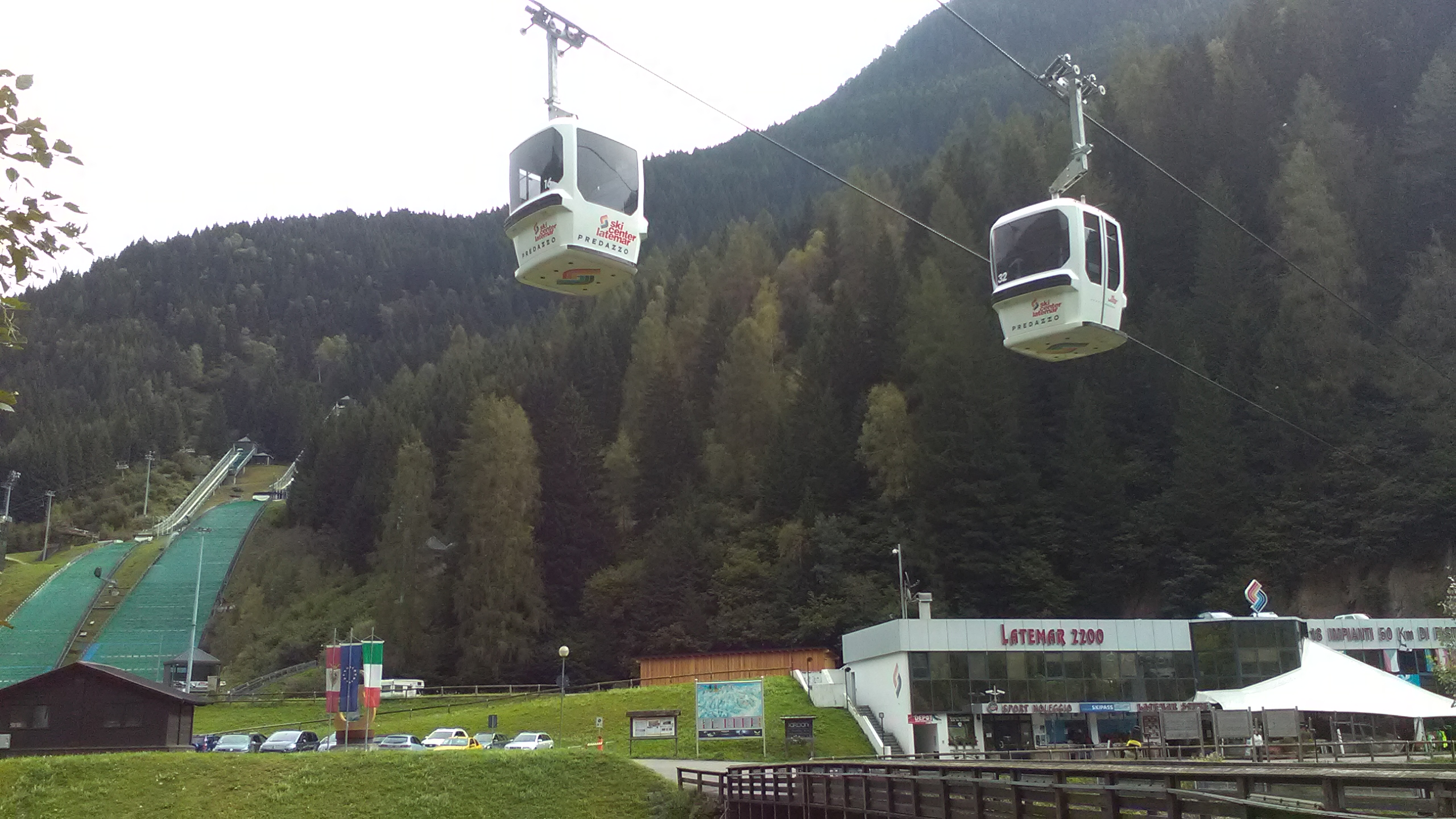
Cabinovia dello Ski Center Latemar

L'area dello stadio copre una superficie di 3000 metri quadrati ed è composta da due trampolini principali (HS 134 e HS 106), dai trampolini per gli allenamenti e da una serie di strutture attrezzate per atleti, giudici, federazioni, giornalisti e televisioni. Le piste di lancio sono rivestite in materiale ceramico e le zone di atterraggio sono coperte da materiale plastico, garantendone la funzionalità durante tutto l'anno. L'impianto di illuminazione consente inoltre lo svolgimento delle competizioni anche in notturna.
Nell'edificio dello stadio hanno sede gli uffici amministrativi della Marcialonga.
A fianco dello stadio è presente una cabinovia (con cabine a 12 posti ad agganciamento automatico) che consente di raggiungere la località Gardoné da cui si accede con ulteriore seggiovia al passo Feudo e al comprensorio sciistico del Latemar.

## Caratteristiche
I due trampolini principali sono un HS 136 con punto K 120 (trampolino lungo) e un HS 106 (dal 2017 riportato a HS104) con punto K 95 (trampolino normale); entrambi i primati ufficiali di distanza (136 e 107,5 m) appartengono al polacco Adam Małysz, che li ha stabiliti nel 2003 (nel 2019 Ryōyū Kobayashi ha eguagliato in coppa del mondo il record di 136 metri). Il primato ufficioso dal trampolino lungo, tuttavia, è stato marcato dal tedesco Eric Frenzel ai mondiali di sci nordico nel 2013 (138,5 m), mentre nel 2016 Samuel Costa ha fatto registrate un salto di 142 metri in combinata nordica.
Inoltre sono presenti quattro trampolini scuola, utilizzabili sia nel periodo invernale che in quello estivo:
- K60: HS 66
- Stalimen scuola: HS 35 (punto K 33)
- Fiamme Gialle: HS 20 (punto K 19)
- Baby: HS 16 (punto K 15) chiamato baby

### Trampolino lungo
- lunghezza dello scivolo: 115,36 m
- massima pendenza scivolo: 30°
- minima pendenza scivolo: 10,5°
- larghezza scivolo: 3 m
- lunghezza della soglia: 7 m
- pendenza di atterraggio: 34.9°
- punto K: 120 m

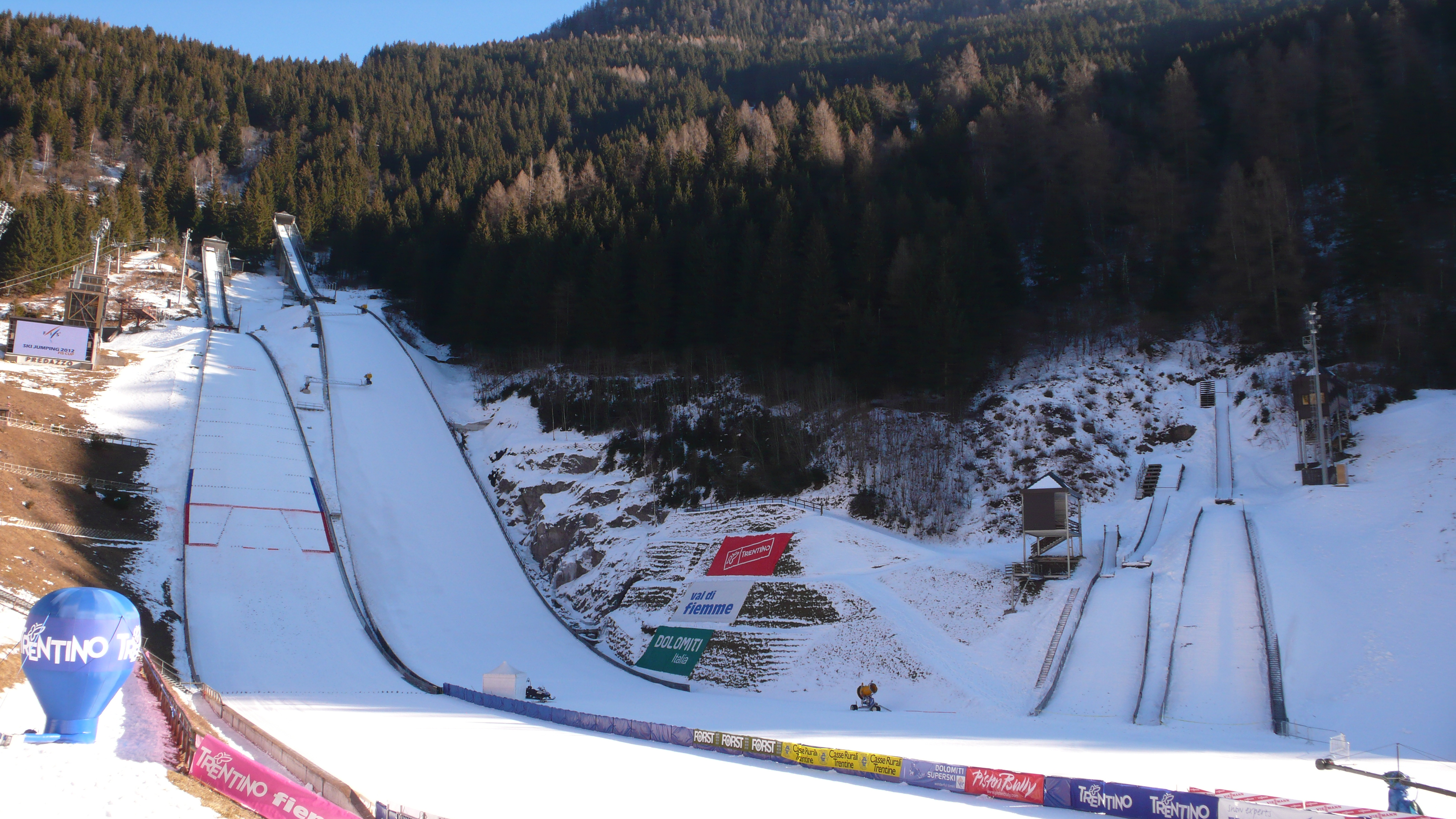
Panoramica

- dimensione della collina (HS): 136 m

### Trampolino normale
- lunghezza dello scivolo: 92,58 m
- massima pendenza scivolo: 30 °
- minima pendenza scivolo: 10,5°
- lunghezza della soglia: 6,5 m
- altezza soglia: 2,38 m
- pendenza di atterraggio: 34.99 °
- punto K: 95 m
- dimensione della collina (HS): 104 m (106 m fino al 2017)

## Principali manifestazioni ospitate
- Olimpiadi invernali: 2026

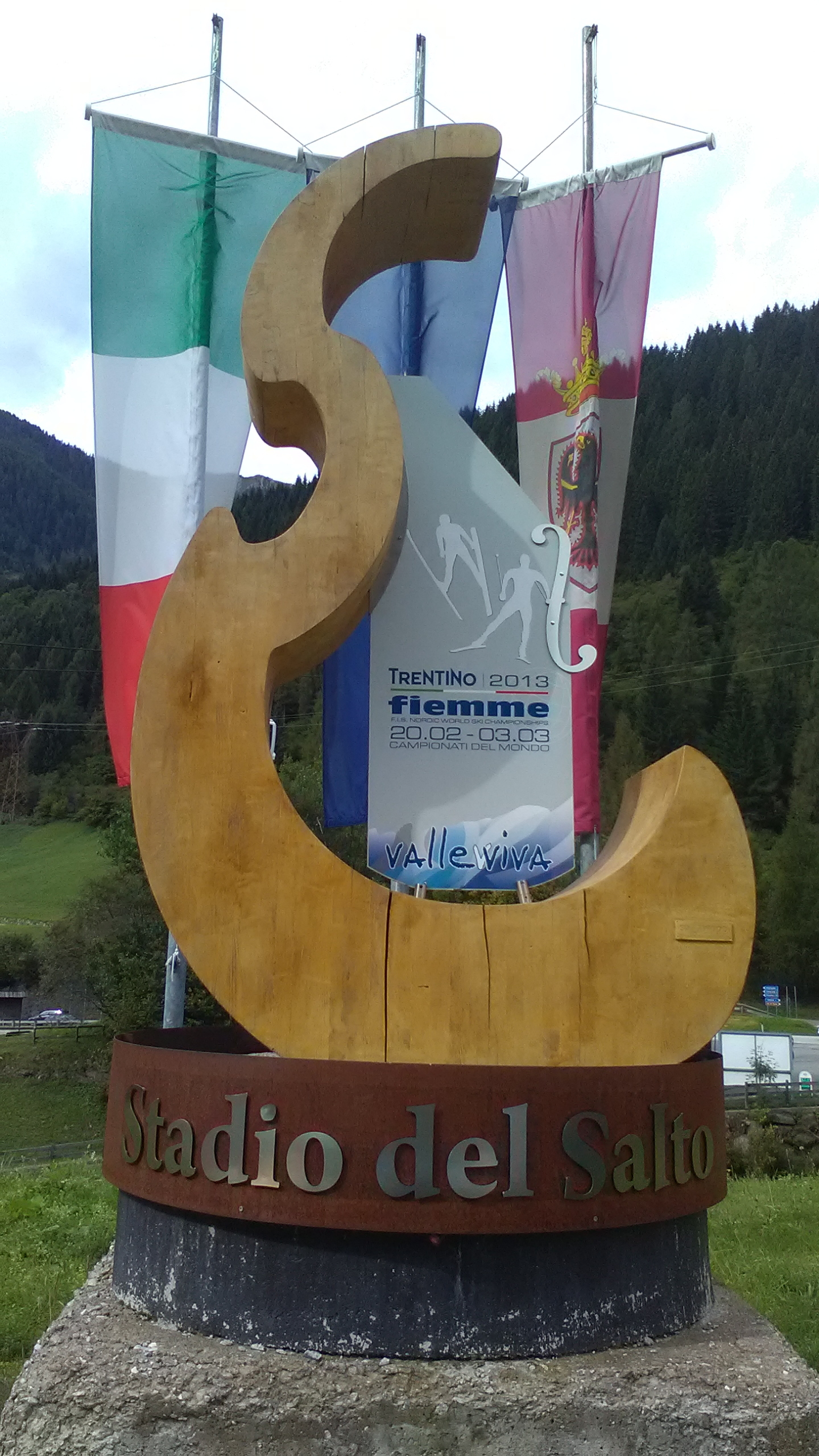
Monumento a ricordo dei Campionati mondiali di sci nordico 2013

- Campionati mondiali di sci nordico: 1991, 2003, 2013
- Universiadi invernali: 2013
- Coppa del Mondo di salto con gli sci: 1990, 1992, 1993, 1994, 1996, 1998, 1999, 2000, 2002, 2008, 2012, 2019, 2020
- Coppa del Mondo di combinata nordica: 1995, 1996, 1997, 1999, 2000, 2001, 2002, 2004, 2006, 2007, 2008, 2009,  2010, 2012, 2014, 2015, 2016, 2017, 2018, 2019, 2020
- Campionati italiani di sci nordico: 2008

## Primati

### Trampolino lungo
| N.  | Data             | Saltatore       | Misura  | Gara                                      |
| --- | ---------------- | --------------- | ------- | ----------------------------------------- |
| 1.  | 18 febbraio 1990 | František Jež   | 113,4 m | Coppa del Mondo di sci nordico 1990       |
| 1.  | 10 febbraio 1991 | Franci Petek    | 125,0 m | Campionati mondiali di sci nordico 1991   |
| 2.  | 21 dicembre 2001 | Adam Małysz     | 131,0 m | Coppa del Mondo di salto con gli sci 2001 |
| 3.  | 21 dicembre 2001 | Simon Ammann    | 131,0 m | Coppa del Mondo di salto con gli sci 2001 |
| 4.  | 22 dicembre 2001 | Simon Ammann    | 131,5 m | Coppa del Mondo di salto con gli sci 2001 |
| 5.  | 22 dicembre 2001 | Adam Małysz     | 132,0 m | Coppa del Mondo di salto con gli sci 2001 |
| 6.  | 22 dicembre 2001 | Adam Małysz     | 132,5 m | Coppa del Mondo di salto con gli sci 2001 |
| 7.  | 22 febbraio 2003 | Matti Hautamäki | 134,0 m | Coppa del Mondo di salto con gli sci 2003 |
| 8.  | 22 febbraio 2003 | Adam Małysz     | 136,0 m | Coppa del Mondo di salto con gli sci 2003 |
| 9.  | 9 gennaio 2009   | Bernhard Gruber | 137,5 m | Coppa del Mondo di combinata nordica 2009 |
| 10. | 22 febbraio 2013 | Eric Frenzel    | 138,5 m | Campionati mondiali di sci nordico 2013   |
| 11. | 26 febbraio 2013 | Samuel Costa    | 142,0 m | Coppa del Mondo di combinata nordica 2016 |

### Trampolino normale
| N. | Data              | Saltatore          | Misura  | Gara                                      | Note                                     |
| -- | ----------------- | ------------------ | ------- | ----------------------------------------- | ---------------------------------------- |
| 1. | 16 febbraio 1991  | Heinz Kuttin       | 95,0 m  | Campionati mondiali di sci nordico 1991   | salto più lungo prima delle nuove regole |
| 2. | 23 febbraio 2003  | Adam Małysz        | 107,5 m | Campionati mondiali di sci nordico 2003   |                                          |
| 3. | 17 agosto 2005    | Mario Innauer      | 108,0 m | FIS Cup                                   | dato non ufficiale                       |
| 4. | 18 settembre 2005 | Mario Innauer      | 109,5 m | FIS Cup                                   | dato non ufficiale                       |
| 5. | 15 gennaio 2012   | Sarah Hendrickson  | 108,0 m | Coppa del Mondo di salto con gli sci 2012 | record femminile                         |
| 6. | 21 febbraio 2013  | Christoph Bieler   | 109,5 m | Coppa del Mondo di combinata nordica 2013 |                                          |
| 6. | 30 dicembre 2018  | Giovanni Bresadola | 110,0 m |                                           |                                          |